# Crash Talk
Crash Talk (stilizzato CrasH Talk) è il quinto album in studio del rapper statunitense Schoolboy Q, pubblicato nel 2019.

## Tracce
1. Gang Gang – 2:15
2. Tales – 2:53
3. Chopstix (with Travis Scott) – 3:00
4. Numb Numb Juice – 1:47
5. Drunk (featuring 6lack) – 3:32
6. Lies (featuring Ty Dolla Sign & YG) – 2:51
7. 5200 – 3:31
8. Black Folk – 2:27
9. Floating (featuring 21 Savage) – 3:06
10. Dangerous (featuring Kid Cudi) – 2:30
11. Die Wit Em – 3:09
12. Crash – 2:41
13. Water (featuring Lil Baby) – 2:42
14. Attention – 3:21